# ALF TV Game
ALF TV Game (также известна как «Эльф») — белорусская игровая приставка на основе клона домашнего компьютера ZX Spectrum 48K.
Разработана брестским СКБ «Запад» и производилась заводом «Цветотрон» (Брест) в начале 1990-х годов.

## Технические особенности
Построена на БМК Т34ВГ1. ОЗУ на двух редких микросхемах ЭКР565РУ11, которые имеют организацию 65536×4), ПЗУ 27256 (КР573РФ8) либо 27c010 (128 КБ) со встроенными играми. Два разъёма для подключения джойстиков, выход RGB, ВЧ-модулятор.
Блок питания внешний, вырабатывает нестабилизированное постоянное напряжение около 14 В. Нужные для питания приставки напряжения 5 В и 12 В получаются путём использования стабилизаторов внутри самой приставки.
Джойстик прямоугольный, с крестовиной и двумя кнопками, напоминает джойстик от «Dendy».
ПЗУ приставки содержит в одной странице меню, в другой странице — обычный Sinclair BASIC.
При запуске приставка выводила на экран список игр, прошитых в картридже. Без картриджа выводила пустой список.
Картриджи представляют собой плату с микросхемами ПЗУ и дешифратором страниц (обращение к картриджу идёт через страницы размером 16К). Объём ПЗУ в различных картриджах разный — 128К, 256К.

## Игры
Игры взяты с оригинального ZX Spectrum и локализованы (русифицированы, добавлено описание, изменено меню, управление).

### Встроенные
При наличии на самой приставке ПЗУ объёмом 128 КБ, в него входило три игры:
- «Вертолёт» (Airwolf II)
- «Спасатель» (Tujad)
- «Гонки» (Enduro)

### Картридж «Эльф-1»
- «Биллиард» (Video Pool)
- «Буран» (Jetpac)
- «Повар» (Cookie)
- «Звездолёт» (Zynaps)
- «Теннис» (Batty)
- «Ланселот» (Sir Lancelot)
- «Лабиринт» (Pentagram)
- «Сигма» (Sigma 7)
- «Полисмен» (Jail Break)
- Тест экрана

### Картридж «Эльф-2»
- «Агент Х2» (Agent X II)
- «Андроид» (Alien 8)
- «Камнепад» (Boulder Dash)
- «Чижик-Пыжик» (Nifty Lifty)

### Картридж «Эльф-3»
- «Моторалли» (Enduro Racer)
- «Коля сапёр» (Bomb Jack)
- «Робин в лесу» (Robin of the Wood)
- «Киберноид» (Cybernoid II: The Revenge)
- «Игра на льду» (Xeno)
- «Барбариан» (Barbarian)